# Clarence Darrow

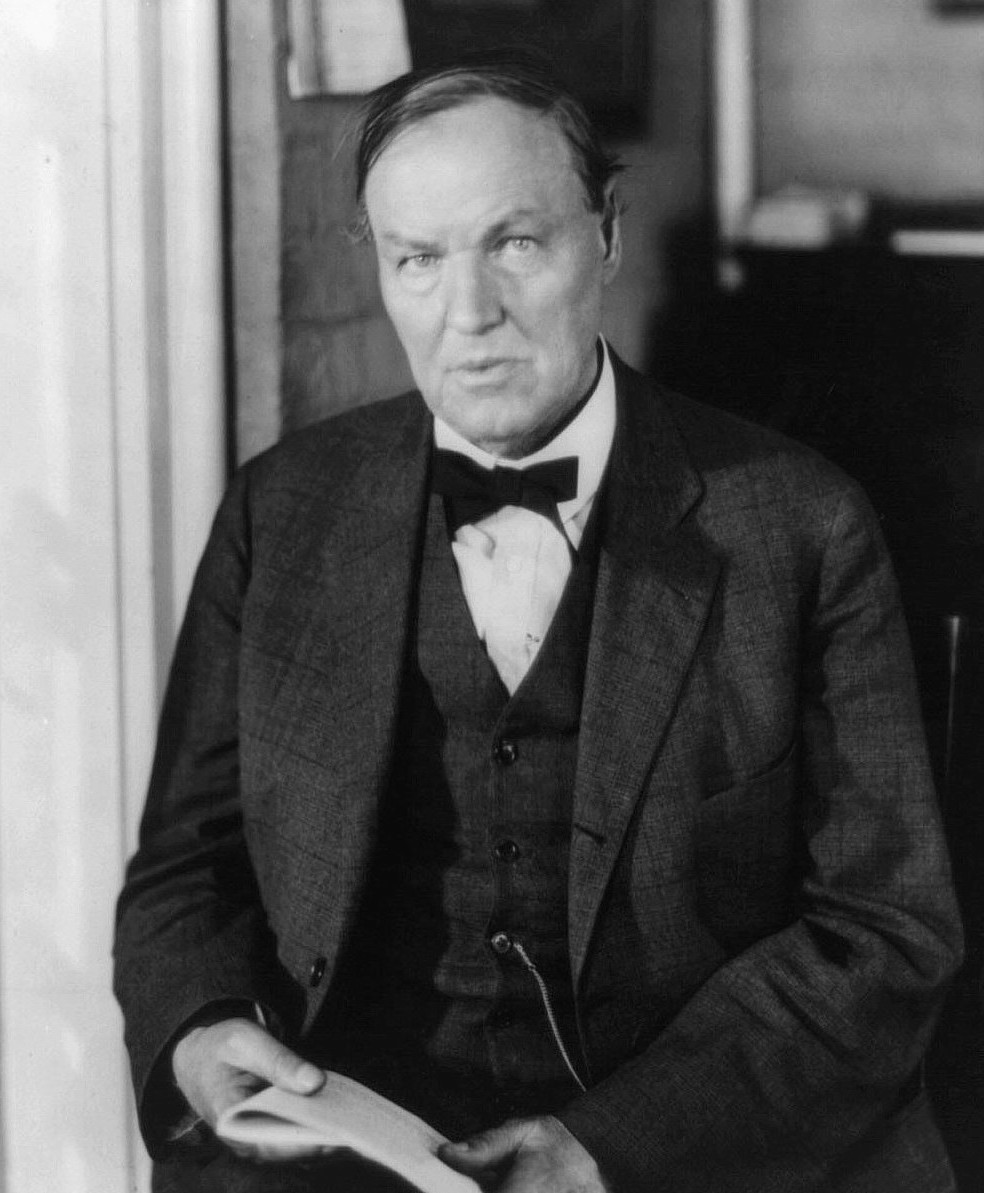
Clarence Seward Darrow 1922

Clarence Seward Darrow (* 18. April 1857 in Kinsman, Ohio; † 13. März 1938 in Chicago, Illinois) war ein US-amerikanischer Rechtsanwalt. Er war darüber hinaus ein führendes Mitglied der US-amerikanischen Bürgerrechtsorganisation American Civil Liberties Union.
Darrow wurde durch einige Aufsehen erregende Prozesse bekannt, unter anderem durch seine Verteidigung der jungen Mörder Leopold und Loeb im Verfahren um die Ermordung des 14-jährigen Bobby Franks (1924) und durch die Verteidigung von John Thomas Scopes im so genannten Scopes-Prozess, bei dem er dem berühmten Staatsanwalt William Jennings Bryan gegenüberstand. Berühmt wurde ebenso der Freispruch für Ossian Sweet. Darrow war bekannt für seinen scharfen Verstand, sein Mitgefühl und auch für seinen Agnostizismus. Er gilt als einer der berühmtesten amerikanischen Anwälte und Bürgerrechtler.

## Leben

### Jugend
Darrow wurde als Sohn von Amirus Darrow, einem überzeugten Abolitionisten (Gegner der Sklaverei), und von Emily Darrow geboren, einer frühen Frauenrechtlerin. Er besuchte das Allegheny College und studierte anschließend ein Jahr lang an der Universität Michigan Jura. 

### Vom Wirtschaftsanwalt zum Arbeitsrechtler
Darrow begann seine Karriere in Youngstown, Ohio, wo er 1878 als Rechtsanwalt zugelassen wurde. Später zog er nach Chicago, Illinois und arbeitete bald als Syndikusanwalt für eine Eisenbahngesellschaft. 1894 wechselte er jedoch die Seiten und vertrat den Eisenbahngewerkschaftsführer Eugene V. Debs beim Pullman-Streik-Prozess. Hierfür gab er sogar seine Stellung als Syndikus auf, obwohl dies für ihn einen herben finanziellen Verlust bedeutete.

### Vom Arbeitsrechtler zum Strafverteidiger
Ebenfalls 1894 begann er als Strafverteidiger zu arbeiten und übernahm seinen ersten Mordfall. Patrick Eugene Prendergast hatte gestanden, den Chicagoer Bürgermeister Carter Harrison Sr. getötet zu haben. Darrow plädierte auf Unzurechnungsfähigkeit, erlebte aber vor Gericht eine Niederlage. Prendergast wurde noch im selben Jahr hingerichtet. Das blieb für den vehementen Gegner der Todesstrafe aber der einzige der rund 50 Mordprozesse seiner Karriere als Verteidiger, der mit der Hinrichtung eines Mandanten endete. Bereits Anfang des 20. Jahrhunderts war er einer der bekanntesten Strafverteidiger Chicagos.

### Der Fall Bill Haywood
Einen seiner spektakulärsten Fälle hatte Darrow 1907. In den 1890er Jahren hatte es in den Silberminen im Norden Idahos militante Auseinandersetzungen zwischen Minenbesitzern und Gewerkschaften gegeben, die im Verdacht standen, u. a. mehrere Bombenanschläge verübt zu haben. Die Minenbesitzer wurden von dem demokratischen (mit Hilfe der Gewerkschaften gewählten) Gouverneur Frank Steunenburg unterstützt, der Regierungstruppen angefordert hatte und über 1000 männliche Bewohner der von den Gewerkschaften kontrollierten Städte ohne Prozess internieren ließ. Am 30. Dezember 1905 wurde Steunenburg vor seinem Haus durch ein Bombenattentat getötet. Nach dem Hinweis einer Kellnerin wurde ein gewisser Harry Orchard festgenommen, der schließlich – nach Einschalten des berühmten Pinkerton-Detektivs James MacParland – das Bombenattentat sowie weitere Morde gestand, die er im Auftrag der Gewerkschaft WFM begangen haben wollte. Der Sekretär und Schatzmeister der WFM William Dudley Haywood, Präsident Charles Moyer und Berater George Pettibone wurden daraufhin unter strenger Geheimhaltung (aber mit Zustimmung des Gouverneurs von Colorado) in Denver festgenommen und nach Idaho gebracht. Zunächst versuchte der Gewerkschaftsanwalt Edmund Richardson die Legalität der Festnahme anzugreifen, scheiterte aber selbst vor dem Obersten Gerichtshof (Dezember 1906, Pettibone vs. Nichols, mit nur einer Gegenstimme) – Gewaltanwendung des Staates wäre kein Hinderungsgrund gegen eine Anklage. Diese wurde nun von zwei der bekanntesten Anwälte Idahos, dem späteren Senator William Borah, der auch die größte Kanzlei in Idaho hatte, und dem erfahrenen Staatsanwalt James Hawley, vorbereitet. Prozessort war Boise.
Die Verteidigung von William Dudley Haywood, der als Erster angeklagt wurde, holte nun Clarence Darrow ins Verteidigerteam, dem es zunächst gelang, einen Zeugen der Anklage aus den Reihen der Gewerkschaften, der wegen der Bombenattentate selbst unter Anklage stand, wieder umzudrehen – Darrow erreichte sogar bei dessen Prozess eine Jury-Blockade –, so dass Orchard nun wieder einziger Zeuge der Anklage war. Allein die Jury-Auswahl (ab Mai 1907) für den Sensationsprozess dauerte sechs Wochen. Zunächst nahm Richardson Orchard 26 Stunden ins Kreuzverhör, ohne seine Aussage sonderlich erschüttern zu können. Danach rief die Verteidigung über 100 Zeugen auf, um Details der Aussagen von Orchard zu widerlegen. William Haywood selbst machte im Zeugenstand eine gute Figur und ließ sich auch durch das fünfstündige Kreuzverhör von Borah nicht aus der Ruhe bringen. In seiner elfstündigen Verteidigungsrede, die die anwesenden Damen nach Presseberichten stellenweise zu Tränen rührte, stellte Darrow Orchard als Lügner hin und brach eine Lanze für die Gewerkschaften. Am 29. Juli wurde Haywood nach 20 Stunden Beratung der Jury freigesprochen. Auch Pettibone wurde freigesprochen, der Prozess gegen den Dritten gar nicht erst eröffnet. Orchard wurde wegen des Mordes am Gouverneur zum Tode verurteilt, was dann in eine lebenslange Freiheitsstrafe umgewandelt wurde. Der Prozess markierte auch das Ende des von beiden Seiten mit brutalen Methoden geführten „Klassenkampfes“ im Minenrevier von Idaho.

### Der Fall der Brüder McNamara
Darrows nächster bedeutender Fall betraf die McNamara-Brüder, die eines Bombenanschlags auf das Gebäude der Los Angeles Times im Oktober 1911 mit 20 Todesopfern angeklagt waren. Einige Gewerkschaften unternahmen damals zahlreiche Bombenanschläge, um Arbeitgeber an den Verhandlungstisch zu zwingen. Der Herausgeber der Zeitung war ein vehementer Gewerkschaftsgegner. Darrow war sich von vornherein darüber im Klaren, dass seine Mandanten schuldig waren, und plante aus dem Fall einen „Cause Celébre“ des Kampfes der Arbeiter gegen Unterdrückung zu machen. Als jedoch beobachtet wurde, wie einer seiner Mitarbeiter einem der Geschworenen Bestechungsgelder übergab, während Darrow sich in Sichtweite des Geschehens befand, wurde er dazu gezwungen, auf schuldig zu plädieren. Zumindest konnte er für seine Mandanten die Todesstrafe verhindern; die McNamara-Brüder wurden lediglich zu Freiheitsstrafen verurteilt. 
Die Bestechungsversuche hatten ein langes gerichtliches Nachspiel. In einem ersten Prozess wurde er – verteidigt durch den berühmten Anwalt Earl Rogers – freigesprochen, im zweiten, als er sich selbst verteidigte, erreichte er, dass die Jury zu keiner Entscheidung kam. Er musste aber zusagen, niemals wieder in Kalifornien als Anwalt aufzutreten. Eine weitere Folge der Anklagen war, dass er aus der Liste der Gewerkschafts-Verteidiger gestrichen wurde, so dass er sich fortan auf das Strafrecht konzentrierte.

### Leopold und Loeb

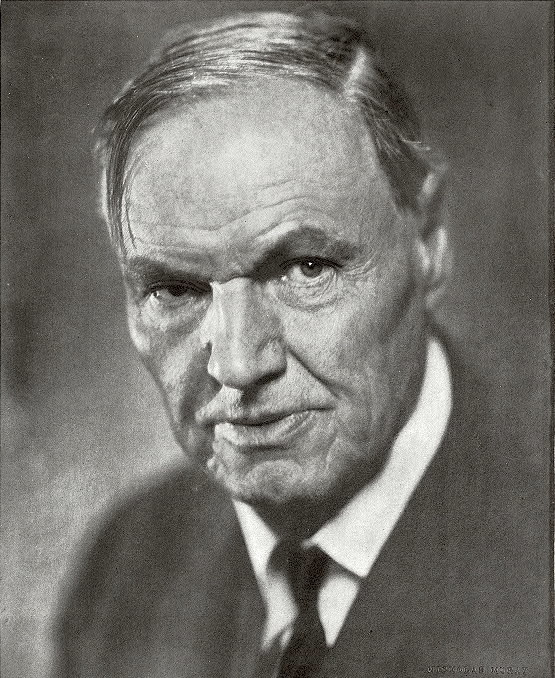
Clarence Darrow

1924 übernahm Darrow den Fall Leopold und Loeb. Beide waren hochintelligente Studenten, die angeklagt waren, den 14 Jahre alten Jungen Bobby Franks entführt und ermordet zu haben. Sie waren zur Tatzeit 18 bzw. 19 Jahre alt und damit noch minderjährig. Einziges Motiv für die Tat war der Ehrgeiz der beiden Studenten, den perfekten Mord zu begehen. Darrow überzeugte seine Mandanten, sich schuldig zu bekennen, um so eine Entscheidung durch eine Jury zu verhindern, die in der aufgeheizten öffentlichen Atmosphäre voraussichtlich zu Ungunsten seiner Mandanten ausgefallen wäre. Aufgrund des Schuldbekenntnisses wurde das Urteil allein durch den Richter gefällt. Vor diesem argumentierte Darrow in einem mehrtägigen Plädoyer, das als eines der besten seiner Karriere gilt. Zuvor waren zahlreiche Psychiater für die Verteidigung gehört worden, die so auch die Theorien Sigmund Freuds der amerikanischen Öffentlichkeit nahebrachten. Der Prozess erregte außerordentliche öffentliche Aufmerksamkeit im ganzen Land. Darrows einziges Ziel war es gewesen, die Todesstrafe zu verhindern, was er  schließlich erreichen konnte. Darrow war ein überzeugter und engagierter Gegner der Todesstrafe. Der Richter meinte allerdings in der Urteilsbegründung, für die er sich zehn Tage Zeit ließ, dass die Argumente der Psychiater ihn kaum beeindruckt hätten, er wollte nur keinen Präzedenzfall für die Todesstrafe an Jugendlichen schaffen.
Das Verbrechen inspirierte Schriftsteller und Regisseure zu künstlerischer Verarbeitung, so z. B. Patrick Hamilton bei seinem Roman Rope. Dieser wurde von Alfred Hitchcock unter dem gleichen Namen (im Deutschen: Cocktail für eine Leiche) 1948 verfilmt.
Nach dem Prozess gingen Gerüchte um, er hätte für die erfolgreiche Verteidigung eine Million Dollar erhalten. Dem negativen öffentlichen Ruf versuchte Darrow zu begegnen, indem er ankündigte, dass er seine Forderungen von einem Komitee anderer Anwälte bestimmen lassen wolle. Letztendlich erhielt er statt geforderter 200.000 nur 70.000 Dollar, wovon am Ende nach Steuern und Spesen nur 30.000 Dollar übrigblieben.

### Der Scopes-Prozess
1925 war der (aus New York zugewanderte) Schullehrer John Thomas Scopes in Dayton, Tennessee, angeklagt, Darwins Evolutionslehre in der Schule gelehrt zu haben, was dem Butler Act vom 13. März 1925 widersprach. Dieses Gesetz untersagte es, in den öffentlichen Schulen von Tennessee Theorien zu lehren, die die „Geschichte der göttlichen Erschaffung des Menschen, wie sie in der Bibel gelehrt wird, leugnen und stattdessen lehren, dass der Mensch von Tieren abstamme“. Genau genommen hätte das Gesetz es zugelassen, die Evolution anderer Tiere und Pflanzen zu lehren. Wegen der Sonderrolle der Abstammung des Menschen erhielt der Prozess in der Öffentlichkeit auch den Namen „Affenprozess“ (Monkey Trial). Der Fall war konstruiert worden, um das Gesetz anzugreifen, und in diesem Sinne waren auch die Zeugenaussagen der Schüler von Scopes beeinflusst worden. Ob Scopes wirklich jemals die Abstammung des Menschen vom Affen in der Schule gelehrt hat, ist umstritten. Darrow trat dem Verteidigerteam bei, obwohl er damals eigentlich schon seinen Rückzug in den Ruhestand verkündet hatte. 
Beide Seiten waren an einer Einstellung aus formalen Gründen nicht interessiert und wollten die rhetorische Auseinandersetzung vor der zahlreich erschienenen Presse (berühmt wurden die Berichte von Henry L. Mencken) und den zu Tausenden in die Kleinstadt geströmten Zuschauern. Höhepunkt des Prozesses war, als Darrow den gegnerischen Anwalt William Jennings Bryan, einen vor allem durch seine fundamentalistischen Reden bekannten Politiker, als Experten für die Bibel in den Zeugenstand rief. Dieser sagte trotz Protesten der anderen Staatsanwälte zu. Das nachfolgende Kreuzverhör von Darrow, in dem es ihm gelang, Bryan in die Enge zu treiben und lächerlich zu machen, ging in die Geschichte ein. Aufgrund des Zuschauerandrangs wurde die Anhörung ins Freie verlegt. Nach zwei Stunden unterbrach der Richter John T. Raulston und ordnete am nächsten Tag an, die Zeugenaussage aus dem Protokoll zu streichen, da sie für die Urteilsfindung unerheblich wäre (die Geschworenen waren während der Vernehmung ohnehin nicht anwesend). Als Gnadenstoß ließ Darrow seinen Mandanten ein Schuldbekenntnis ablegen, so dass Bryan die Möglichkeit genommen wurde, seine sorgfältig vorbereitete Schlussrede zu halten – kurze Zeit nach dieser größten Demütigung seiner Karriere verstarb er. Scopes wurde am 10. Juli 1925 verurteilt, allerdings nur zur Zahlung der minimalen Strafe von 100 Dollar. Ein Jahr später hob der oberste Gerichtshof von Tennessee das Urteil wegen einer Formalie auf (die Jury hätte die Höhe der Strafe festlegen müssen), wies den Fall aber im Übrigen nicht wieder den unteren Instanzen zu, da aus der Verlängerung eines so bizarren Falles nichts zu gewinnen wäre (so das Gericht). Außerdem war Scopes damals schon nicht mehr in Tennessee im Schuldienst.

### Der Fall Dr. Ossian Sweet

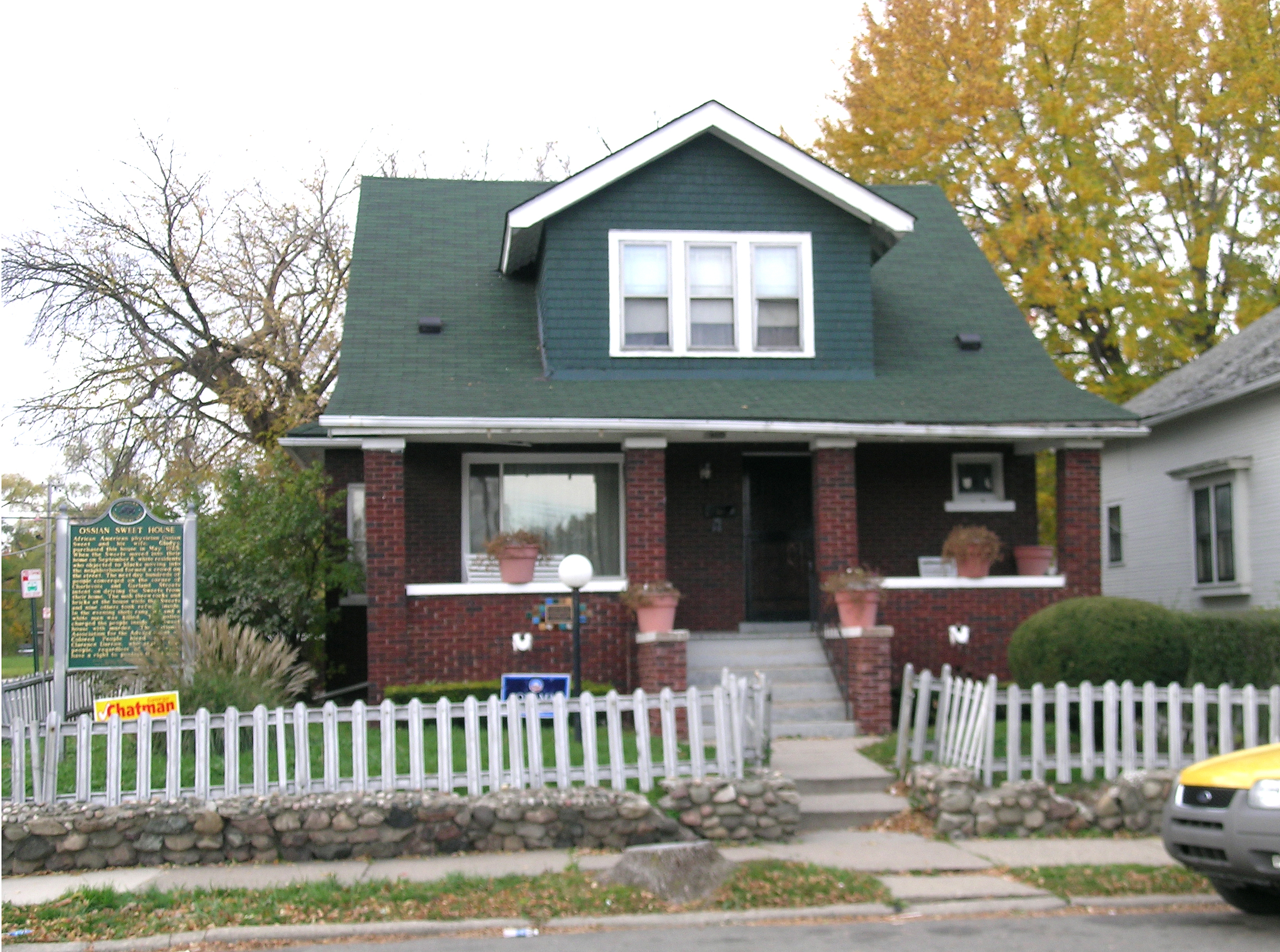
Das Ossian H. Sweet House in Detroit

Ebenfalls 1925 übernahm Darrow den Fall Dr. Ossian Sweet. In Detroit hatte ein weißer Mob versucht, eine schwarze Arztfamilie zu vertreiben, die Tage zuvor ein Haus in einer überwiegend weißen Nachbarschaft erworben und bezogen hatte. Freunde und Verwandte der Familie hatten sich in Erwartung von Ausschreitungen dort versammelt. Henry Sweet, der Bruder von Ossian, eröffnete das Feuer mit einem mitgebrachten Gewehr, ein Mann, Leon Breiner, starb, ein anderer, Eric Houghberg, wurde verwundet. Sweet und seine Helfer wurden verhaftet und ins Gefängnis gebracht, darunter Dr. Ossian Sweet und drei Mitglieder seiner Familie. Die Sammelklage endete zunächst damit, dass sich die Angeklagten auf Notwehr beriefen und die (rein weiße) Jury sich zunächst für unentschieden erklärte. Darrow argumentierte, dass im umgekehrten Fall eines Angriffs von Schwarzen auf das Haus eines Weißen es nicht einmal zur Anklage gekommen wäre. Danach wurde der Prozess neu aufgenommen, gegen alle Angeklagten einzeln verhandelt, zuerst gegen Dr. Ossians Bruder Henry, der seine Beteiligung an der Schießerei zugegeben hatte. Darrow und sein Ko-Verteidiger Thomas Chawke erreichten einen Freispruch für Henry, wonach die Staatsanwaltschaft die Anklage gegen die Übrigen fallen ließ.

### Debatte mit Chesterton
Januar 1931 führte der Agnostiker Darrow eine Debatte mit dem bekannten katholischen englischen Schriftsteller G. K. Chesterton im Mecca Temple in New York City über das Thema „Wird die Welt zur Religion zurückkehren?“. Das Votum der Zuhörer nach der Debatte, von der keine Mitschrift existiert, war 1022 Stimmen für Darrow und 2359 Stimmen für Chesterton.

### Der Massie-Prozess
Nach den Scopes- und Sweet-Fällen zog sich Darrow in den Ruhestand zurück und übernahm nur noch gelegentlich Fälle, wie den Massie-Prozess in Hawaii 1932. Thomas Massie, Grace Fortescue und zwei andere Männer waren angeklagt, Joseph Kahahawai ermordet zu haben, der mit vier anderen Hawaiianern zuvor beschuldigt worden war, die Ehefrau von Massie und Tochter von Fortescue, Thalia Massie, vergewaltigt und geschlagen zu haben. Der Prozess gegen Kahahawai 1931 endete mit der Unentschlossenheit der Jury. Später erwiesen sich die Männer als unschuldig, die Ehefrau hatte die Vergewaltigung erfunden, und die erzürnten Angehörigen ermordeten daraufhin Kahahawai, wurden aber von der Polizei beim Transport der Leiche gestellt. Darrow plädierte in dem rassistischen Fall auf unschuldig aufgrund verletzter Ehre. Der Prozess erreichte eine hohe Publizität und die Schlussplädoyers wurden sogar auf das Festland der USA per Radio übertragen. Die Jury kam einstimmig zu einem „schuldig“, allerdings nicht wegen Mordes, sondern wegen Totschlags.

## Einfluss
Nach dem Tod von Darrow schrieben Jerome Lawrence und Robert E. Lee ein Theaterstück, das als Wer den Wind sät (Originaltitel: Inherit the Wind, Erbt den Wind) mit Spencer Tracy (als Henry Drummond, der auf Darrow beruht) und Fredric March als Staatsanwalt Brady (entspricht Bryan) verfilmt wurde, aber nur locker die Umstände des Scopes-Prozesses wiedergibt. Die Hauptabsicht der Autoren war ein Angriff auf die McCarthy-Ära. 1991 wurde der Film Darrow über ihn gedreht, mit Kevin Spacey in der Hauptrolle.
Irving Stone schrieb eine Biographie Clarence Darrow for the Defense. Der Roman Compulsion von Meyer Levin (1956) schildert den Leopold/Loew-Fall, Kevin Boyles Arc of Justice (2004) den Ossian-Sweet-Fall.
Der Lyriker Edgar Lee Masters (Spoon River Anthology) arbeitete zeitweilig für Darrows Kanzlei.
Darrows schriftlicher Nachlass ist in der Library of Congress in Washington, D.C. zu finden, die größte Sammlung seiner Briefe besitzt das Riesenfeld Rare Books Research Center an der Law School der University of Minnesota, sie sind aber nicht öffentlich zugänglich.
David W. Rintels hat – basierend auf Irving Stones Biographie – über Darrow ein Ein-Personen-Stück mit dem Titel „Clarence Darrow“ (dt.: „Im Zweifel für den Angeklagten“) geschrieben, das am 26. März 1974 mit Henry Fonda in der Titelrolle uraufgeführt und auch für das Fernsehen aufgezeichnet wurde. Mit deutschen Übersetzungen des Stückes feierten beispielsweise Curd Jürgens, dessen Version ebenfalls fürs Fernsehen aufgezeichnet wurde, Hans-Joachim Kulenkampff und Christian Kohlund große Erfolge.